# Борка-ді-Кадоре
Борка-ді-Кадоре (італ. Borca di Cadore, вен. Borca de Cador) — муніципалітет в Італії, у регіоні Венето, провінція Беллуно.
Борка-ді-Кадоре розташована на відстані близько 510 км на північ від Рима, 115 км на північ від Венеції, 33 км на північ від Беллуно.
Населення — 768 осіб (2014).
Щорічний фестиваль відбувається 28 жовтня. Покровитель — San Simone.

## Демографія
Населення за роками:

Станом на 1 січня 2023 року в муніципалітеті офіційно проживав 71 іноземець з 15 країн, серед них 25 громадян країн Євросоюзу та 19 громадян України.

## Сусідні муніципалітети
- Калальцо-ді-Кадоре
- Сан-Віто-ді-Кадоре
- Сельва-ді-Кадоре
- Водо-ді-Кадоре
- Валь-ді-Цольдо